# Mira (Spanyolország)
Mira egy község Spanyolországban, Cuenca tartományban. Mira Villargordo del Cabriel, Camporrobles, Aliaguilla, La Pesquera, Enguídanos, Narboneta és Garaballa községekkel határos. Lakosainak száma 921 fő (2024).

## Népesség
A település népessége az utóbbi években az alábbiak szerint változott:
| Lakosok száma | 1112 | 1194 | 1020 | 874  | 806  | 977  | 972  | 905  | 908  | 921  |
|               | 2001 | 2004 | 2006 | 2009 | 2011 | 2014 | 2016 | 2019 | 2021 | 2024 |